# 217366 Mayalin
217366 Mayalin este un asteroid din centura principală de asteroizi.

## Descriere
217366 Mayalin este un asteroid din centura principală de asteroizi. A fost descoperit pe 4 octombrie 2004 la Observatorul Jarnac din Vail-Jarnac. Asteroidul prezintă o orbită caracterizată de o semiaxă mare de 2,40 ua, o excentricitate de 0,12 și o înclinație de 5,3° în raport cu ecliptica.